# ロマン主義博物館 (マドリード)
ロマン主義博物館（スペイン語: Museo del Romanticismo）は、スペイン・マドリードにある国立博物館。ロマン派博物館とも。

## 説明
ロマン主義博物館が入っている建物は、18世紀末の新古典主義建築の宮殿が19世紀に改築されたものである。ベガ・インクラン侯爵など個人収集家の寄贈品を元にして、1924年にロマン主義博物館(Museo Romántico)として開館。フランシスコ・デ・ゴヤ(1746-1828)、フェデリコ・デ・マドラーソ(1815-1894)、アントニオ・マリア・エスキベル(1806-1857）などの19世紀スペイン絵画のコレクション、ヘナロ・ペレス・ビジャミル(1845-1898)による風景画、レオナルド・アレンサ(1807-1845)による『Los románticos o Suicida』、ローマ主義画家バレリアーノ・ベクケル(1833-1870)によるいくつかの絵画などを有している。ロマン主義の家具としては、アントニオ・ガビエ大臣のマホガニーの椅子、イサベル2世のピアノなどがある。
1962年にはこの建築物が重要文化財に指定された。2009年にはMuseo del Romanticismoと名称をわずかに変更して再スタートを切った。博物館の展示品にはロマン主義作家のマリアーノ・ホセ・デ・ラーラに関する品物がある。
マドリード地下鉄1号線または10号線のトリブナル駅から徒歩5分。

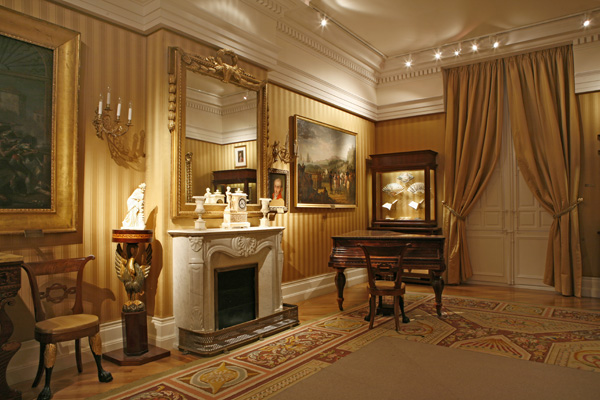
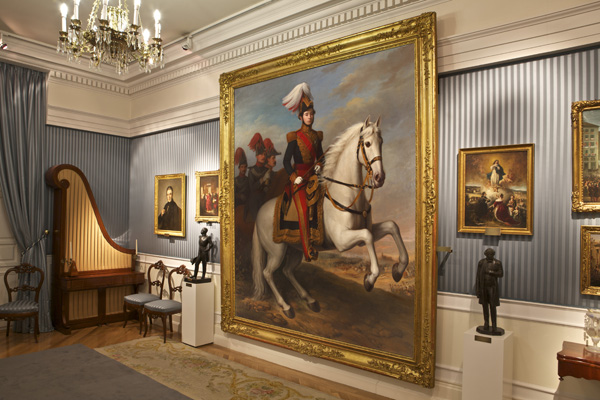
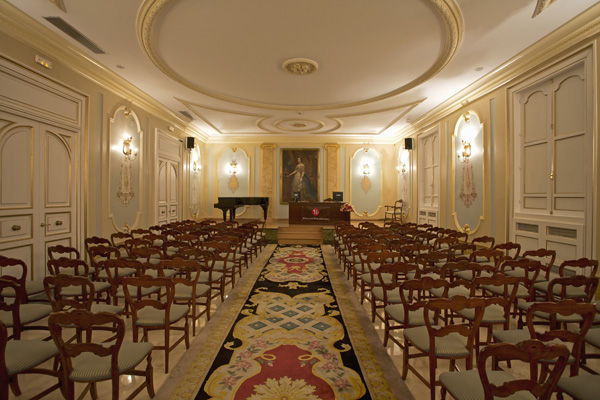
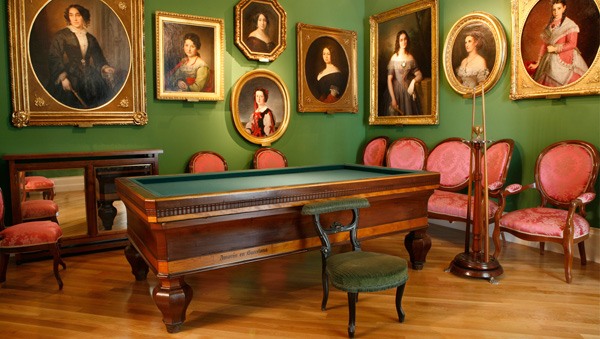

### 主な絵画コレクション

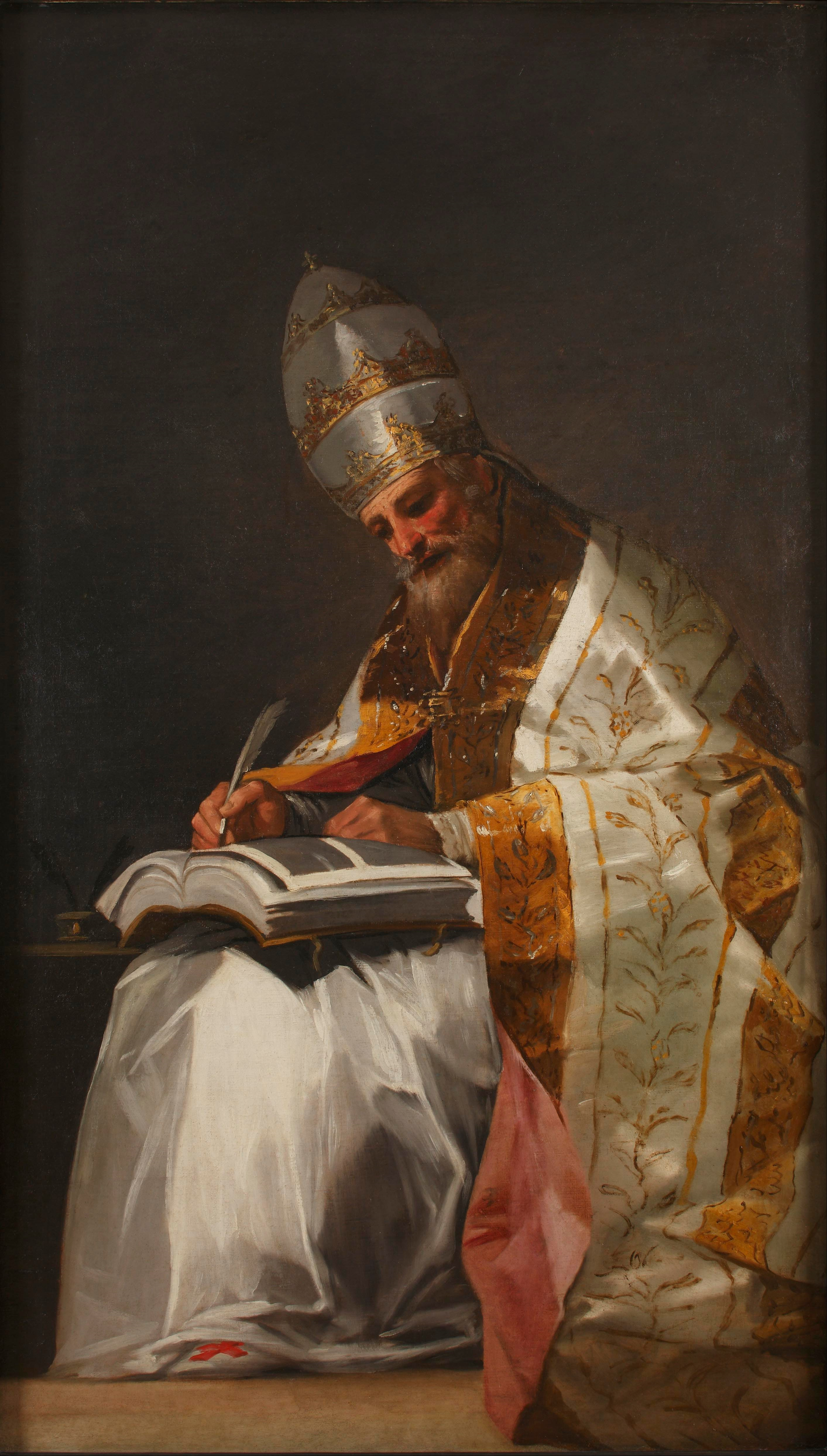
フランシスコ・デ・ゴヤ作 グレゴリウス1世 の肖像画
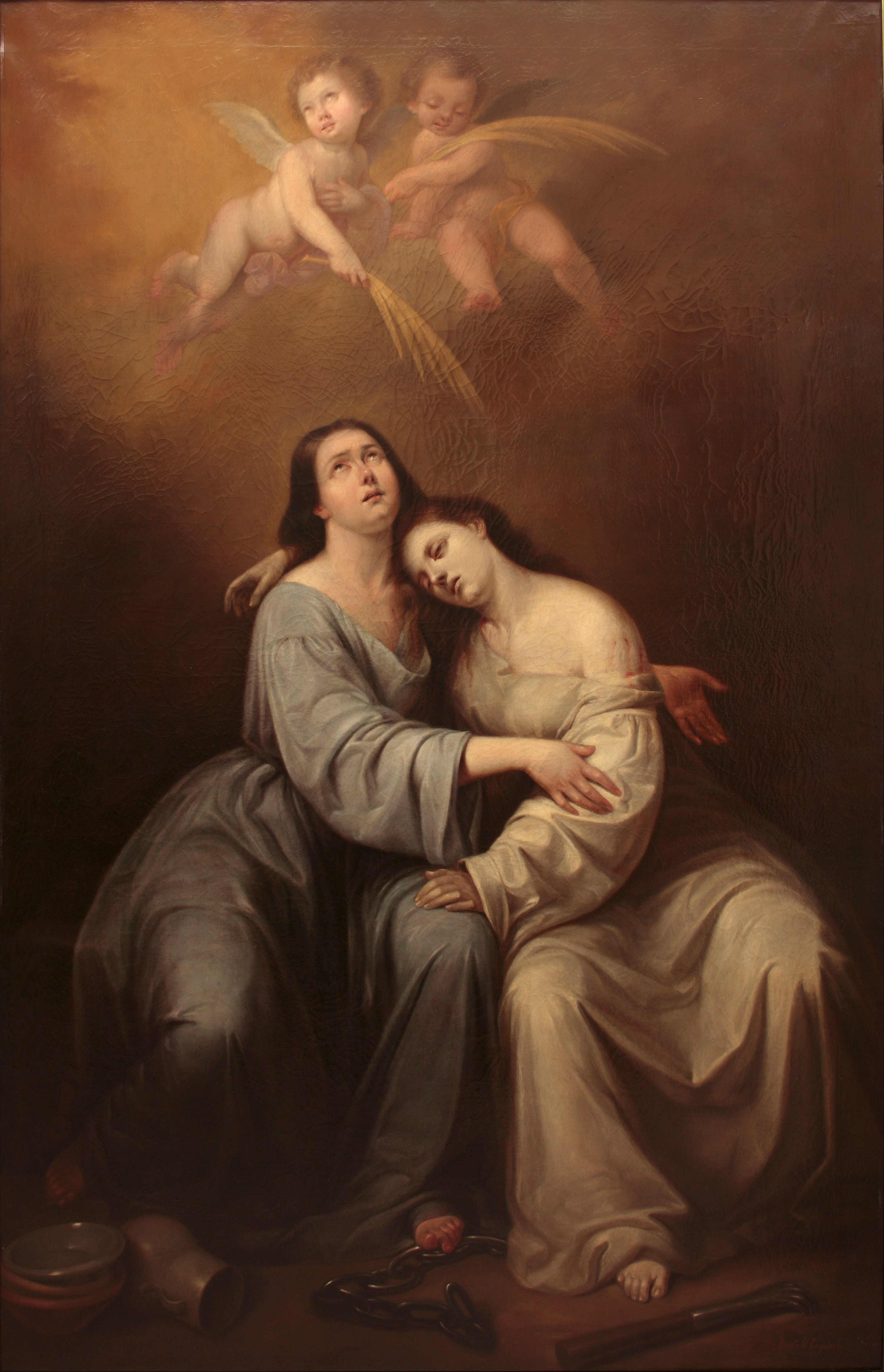
アントニオ・マリア・エスキベル作 Justa and Rufina
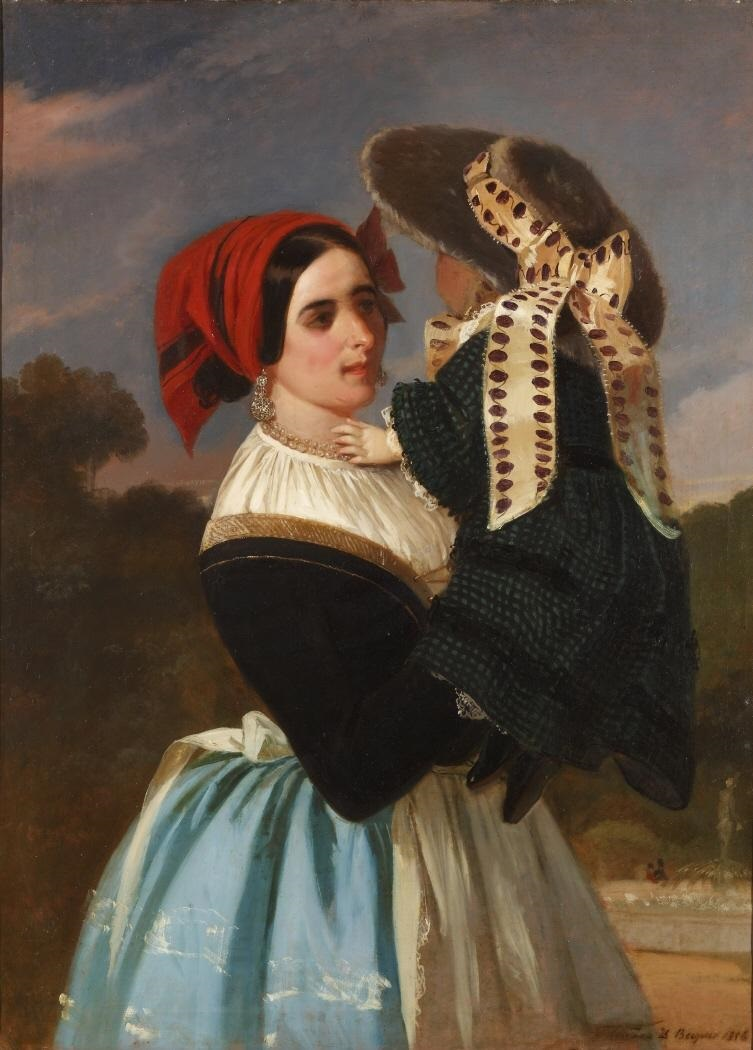
バレリアーノ・ベクケル作 Nodriza pasiega